# Sterling (skivbolag)
Sterling, svenskt skivbolag specialiserat på klassisk musik. Drivs av Bo Hyttner och har särskild inriktning på romantisk orkestermusik. Bo Hyttner var tidigare innehavare av den välkända, numera nedlagda skivbutiken Sterling vid Norrmalmstorg i Stockholm.